# Спирово (городской округ Подольск)
Спирово — деревня в Подольском районе Московской области России. Входит в состав сельского поселения Стрелковское (до середины 2000-х — Брянцевский сельский округ).

## Население
Согласно данным Всероссийской переписи, на 2005 год в деревне проживало 2 человека.

## Расположение
Деревня Спирово расположена примерно в 10 км к северо-востоку от центра города Подольска. Ближайшие населённые пункты — деревни Суханово, Потапово и Боборыкино. Рядом с деревней Спирово протекает река Пустышка.